# Santo Stefano Lodigiano
Santo Stefano Lodigiano (lombardul: San Stéu) település Olaszországban, Lombardia régióban, Lodi megyében. Lakosainak száma 1847 fő (2023. január 1.). Santo Stefano Lodigiano Corno Giovine, Fombio, Maleo, San Fiorano, San Rocco al Porto, Piacenza és Caselle Landi községekkel határos.

## Népesség
A település lakossága az elmúlt években az alábbi módon változott:
| Lakosok száma | 1918 | 1910 | 1847 |
|               | 2017 | 2018 | 2023 |